# Байрамов, Джейхун Сулейман оглы
Джейхун Сулейман оглы Байрамов (азерб. Ceyhun Süleyman oğlu Bayramov; 2 апреля 1991, Губадлинский район — 22 марта 2014, Сирия) — азербайджанский профессиональный борец классического (греко-римского) стиля, был членом сборной Азербайджана по греко-римской борьбе. Чемпион Азербайджана по греко-римской борьбе (2009)[уточнить]. Будучи членом вооружённой группировки Исламское государство Ирака и Леванта, принимал участие в гражданской войне в Сирии против правительственных войск.

## Биография
Родился в Кубатлинском районе Азербайджанской ССР. Проживал в 41-м квартале города Сумгаита.

### Спортивная карьера
Джейхун Байрамов учился в Академии спорта имени Али Байрамова. Был членом сборной Азербайджана по греко-римской борьбе. Занимал высокие места в республиканских соревнованиях и в частности, в 2009 году, будучи студентом третьего курса, стал чемпионом Азербайджана по греко-римской борьбе[уточнить].
По распространённой телеканалом ANS ошибочной информации, являлся чемпионом Европы по греко-римской борьбе, однако Федерация Борьбы Азербайджана опровергла эту информацию.
Джейхун Байрамов покинул сборную за несколько лет до того, как уехал в Сирию.

### Участие в гражданской войне в Сирии
В 2012 году Байрамов присоединился к ваххабитскому движению. 19 августа Байрамов вышел из дома и через два дня, позвонив домой, сообщил, что работает в Турции. А через два месяца позвонил близким с сирийского номера, сообщив, что находится в Сирии.
Джейхун Байрамов принимал участие в гражданской войне в Сирии на стороне антиправительственных группировок. По словам отца Джейхуна, Сулеймана Байрамова, когда на имя Джейхуна Байрамова пришла повестка в военкомат для прохождения военной службы, правоохранительные органы выяснили, что Байрамов находится вне страны и объявили его в международный розыск.
Байрамов был убит 22 марта 2014 года в бою между вооружёнными группировками Исламское государство Ирака и Леванта и Курдских YPG.
По сообщениям азербайджанских боевиков, сестра Джейхуна Байрамова, 21-летняя Тюркан Байрамова, в настоящее время с двумя детьми также находится в Сирии. По словам сестры, тело убитого брата всё ещё остаётся в зоне боевых действий. Также сообщается, что в боях уничтожен и муж сестры Байрамова — 23-летний Айдын Рафиг оглу Атакишиев.
Стоит также отметить, что ранее Совет казиев Управления мусульман Кавказа издал фетву в связи с злоупотреблением в отношении священных для ислама понятий, в результате чего граждане Азербайджана отправляются воевать в Сирию, а в Милли Меджлисе Азербайджана были приняты поправки, предусматривающие уголовную ответственность за участие в боевых действиях на территории других стран.

## Семья
По сообщениям азербайджанских СМИ, Байрамов в Сирии женился на девушке из Нахичевани, которая сражается на стороне боевиков.